# Людомир Хроновський
Людомир Хроновський (31 жовтня 1959 , Краків ) — польський фехтувальник на шпагах, срібний призер Олімпійських ігор 1980 року.

## Виступи на Олімпіадах
| Олімпіада   | Дисципліна          | Місце |
| ----------- | ------------------- | ----- |
| Москва 1980 | командна шпага      | 2     |
| Сеул 1988   | індивідуальна шпага | 33    |
| Сеул 1988   | командна шпага      | 10    |